# Maklen
Maklen (lat. Acer monspessulanum) je vrsta javora udomaćena na području sjeverozapadne Afrike, zapadne Azije i južne Europe. Staništa ove biljke su mediteranske i submediteranske šume, a može se naći i u dubokim kontinentalnim područjima na toplijim mjestima. 

## Opis
Maklen raste kao bjelogorično drvo oko 10-15 metara visine, a rijetko 20 metara. Deblo je promjera do 75 centimetara, te je obavijeno sivkasto-smeđom korom, koja ispuca s godinama. Među sličnim vrstama javora lako se može razlikovati po glatkim, sjajnim, tamnozelenim listovima sastavljenih od tri lapa, dugim 3-6 centimetara, a širokim 3-7 centimetara. Lišće opada u kasnu jesen, najčešće u studenome. Blijedožućkasti cvjetovi nastaju u travnju i svibnju, pojavljuju se skupljeni u viseće cvatove, a dugi su 2-3 centimetra. Plod je okrugao, te ima dva paralelno postavljena krilca.

## Uzgoj
Iako javori nisu endemi Japana, maklen (i donekle sličan klen) je tamo jako popularan među bonsai entuzijastima. Mali listovi i rašljavost odlično odgovaraju tehnikama smanjenja i razgranavanja. Drvo maklena je dosta kvalitetno, ali se u građevinarstvu zbog malenih dimenzija rijetko koristi. Često se uzgaja unutar arboretuma. 